# 宿州市博物馆
宿州市博物馆位于安徽省宿州市埇桥区博物馆路1号、银河一路南侧和人民路西侧，宿州市人民政府对面。
目前是国家一级博物馆、国家AAAA级景区、安徽省“十一五”十大地标性建筑、第四届安徽省爱国主义教育基地、第五届安徽省爱国主义教育基地、中国博物馆学会理事单位、安徽省研学旅行实践基地、安徽省博物馆协会常务理事单位。

## 历史
2008年2月，开工建设宿州市博物馆。2010年10月17日，成立。同年12月30日，开馆，结束宿州城区没有博物馆的历史。2013年，为国家三级博物馆。同年，因免费开放工作出色，中共安徽省委宣传部评为“安徽省文化体制改革先进单位”。
2018年，为国家二级博物馆。博物馆平均每年开放310天以上、年接待观众20万人次。2020年，为国家一级博物馆。
宿州市博物馆隶属于宿州市人民政府下属的文化广播电影电视新闻出版局，为副县级建制全额拨款事业单位，下设办公室、陈列部、宣教部、保管部、保卫部四部一室。2023年时，有员工36名。

## 建筑、布展
宿州市博物馆占地面积40畝（或说50畝），建筑面积9787平方米，共有三层，高度17.4米，为仿汉式高台大屋顶建筑。
一楼为库房、办公区域、临时展厅和民间艺术馆。其中，民间艺术馆包括地方戏曲、埇桥马戏、民间工艺、书画艺术和灵璧奇石5个部分。
二楼、三楼为基本陈列，按宿州历史发展脉搏分为：序厅-九州通衢；第一单元-人文溯源；第二单元-秦汉雄风；第三单元-汴水咽喉；第四单元-明清遗韵；第五单元-现代风云；第六单元-人杰地灵。展陈文物700余件。